# Чухар-Кана
Чухаркана (англ. Chuhar Kana) — город в пакистанской провинции Пенджаб в округе Нанкана-Сахиб.

## Географическое положение
Высота центра города составляет 204 метра над уровнем моря.

## Демография
Население города по годам:
| 1961  | 1972   | 1981   | 1998   | 2010   |
| ----- | ------ | ------ | ------ | ------ |
| 8 682 | 15 146 | 34 995 | 57 601 | 77 734 |